# Anne de La Vigne
 (août 2019).
Si vous disposez d'ouvrages ou d'articles de référence ou si vous connaissez des sites web de qualité traitant du thème abordé ici, merci de compléter l'article en donnant les références utiles à sa vérifiabilité et en les liant à la section « Notes et références ».
Anne de La Vigne, née à Vernon en 1634, et morte à Paris en 1684, est une poétesse française.

## Biographie
Fille du médecin Michel de La Vigne, Anne de La Vigne cultiva, au contact d’une société choisie, les arts et surtout la philosophie et la poésie. Toute jeune, elle montra de telles dispositions pour la poésie, que Pellisson, avec qui elle était liée, répétait souvent qu’elle paraissait avoir été allaitée par les Muses. Spirituelle et jolie, elle se forma bien vite un cercle d’admirateurs, se concilia la sympathie de tous ceux qui la connurent, et sut, par son tact et sa modestie, se préserver des rivalités mesquines. Madeleine de Scudéry l’admit dans son intimité, et eut souvent l’occasion d’apprécier tout ce qu’il y avait de poétique et d’élevé dans cet esprit si doux, si profond et surtout si précoce. Douée d’une imagination ardente, d’un esprit droit et d’une sensibilité exquise, Anne de La Vigne regarda bientôt la poésie comme la meilleure voie ouverte à ses impressions.
Ses premiers essais poétiques semblaient présager un avenir qui eût été riche de nobles inspirations, si la mort ne l’avait frappée dans la force de l’âge. Les quelques productions de mademoiselle de La Vigne permettent de penser que si elle ne put être un poète hors ligne, elle eut le bon esprit de ne vouloir être, selon l’expression du temps, qu’« une écolière des Muses ». L’ode qu’elle adressa à Madeleine de Scudéry pour la féliciter du prix d’éloquence qu’elle avait remporté à l’Académie française recueillit les suffrages de tous les hommes distingués et Pellisson la fit imprimer avec la réponse de la lauréate à la suite de l’histoire de l’Académie française.
L’imagination d’Anne de La Vigne n’était ni légère ni capricieuse. Elle avait su la maîtriser par une volonté intelligente qui l’appliquait sans cesse à des études sérieuses, et donnait à son talent un essor d’autant plus rapide qu’il était développé chaque jour par un travail consciencieux, par ces fermes convictions que lui avaient inculquées la lecture approfondie des plus savants philosophes. Descartes était son auteur favori, et les connaissances solides qu’elle y puisa donnèrent à ses poésies une forme sévère sous laquelle disparut tout cachet d’afféterie et de mignardise. Catherine Descartes, la nièce de ce philosophe, émerveillée de voir qu’une jeune femme pût soumettre aussi facilement son esprit aux études de la philosophie, lui adressa une pièce de vers fort remarquable intitulée l’Ombre de Descartes, poésie dépeignant Descartes se félicitant d’avoir ses sympathies. Anne de La Vigne y répondit avec une ode de forme élégante au style agréable et à la coupe de vers facile. Son ode intitulée Monseigneur le Dauphin au Roy eut un très grand succès et lui valut les félicitations d’autres poètes auxquelles elle répondit par de belles stances.
Peu de temps avant sa mort, elle avait fait des vers fort touchants précédés d’un sonnet intitulé la Paysanne vaincue.
Ses poésies furent rassemblées dans le recueil des vers choisis du père Bouhours (1693), in-−8°, avec des stances fort estimées qu’elle adressa au Dauphin et une Relation de l’Autre monde que Pavillon lui avait envoyée. L’ode adressée à Madeleine de Scudéry, pour la féliciter du prix d’éloquence qu’elle remporta à l’Académie française, fut imprimée par Pellisson. Elle était également proche de Huet, Conrart, Ménage et Marie Dupré.
Son père qui, ayant suivi le développement de cette jeune intelligence, l’estimait plus que son frère, médecin comme lui, mais homme médiocre à l’esprit étroit et borné, a dit des deux : « Quand j’ai fait ma fille, je pensais faire un fils ; et quand j’ai fait mon fils, je pensais faire une fille ! ».
Anne de La Vigne faisait partie de l’Académie des Ricovrati de Padoue.
Elle fut en correspondance spirituelle avec Esprit Fléchier.

## Œuvres
- Ode sur les conquestes du Roy, Paris, S. Mabre-Cramoisy, 1673
- Les Dames à Mlle de Scudéry, ode, Paris, 1672
- Quelques poèmes dans Chefs-d'œuvre poétiques des dames françaises.